# Jeff Jackson
Jeffrey Neale Jackson, detto Jeff (Miami, 12 settembre 1982), è un politico e militare statunitense, Procuratore Generale della Carolina del Nord dal 2025 e membro della Camera dei Rappresentanti per lo stesso stato dal 2023 al 2024.

## Biografia
Nato a Miami, in Florida, e cresciuto a Chapel Hill, nella Carolina del Nord, e figlio di un medico e di un'infermiera, Jackson studiò all'Università Emory per poi laurearsi in giurisprudenza presso l'Università della Carolina del Nord a Chapel Hill. Nel 2002, in seguito agli attentati dell'11 settembre 2001, si arruolò nello United States Army Reserve e prestò servizio nei JAG con il grado di maggiore. Fu inviato nella provincia di Kandahar durante la guerra in Afghanistan, come membro del team PSYOPS.
Entrato in politica con il Partito Democratico, nel 2014 fu eletto all'interno del Senato della Carolina del Nord, la camera alta della legislatura statale, succedendo al collega Dan Clodfelter, eletto sindaco di Charlotte. Jeff Jackson ottenne l'attenzione mediatica nazionale quando nel febbraio del 2015 fu l'unico politico a presentarsi in assemblea durante un giorno di neve e pertanto utilizzò i social per comunicare in maniera scherzosa di star approvando una serie di provvedimenti legislativi da solo. Fu inoltre uno strenuo oppositore della legge che vietava alle donne di revocare il proprio consenso rispetto ad un atto sessuale già iniziato: tale appiglio veniva spesso utilizzato per difendere gli stupratori, con grande indignazione dei movimenti a difesa delle donne. Jackson si impegnò per quattro anni per abolire tale scappatoia, fin quando l'assemblea della Carolina del Nord votò effettivamente per eliminarla. Dopo tre mandati, nel 2020 affrontò la sua campagna elettorale più complessa, nelle cui ultime settimane fu costretto a rientrare in servizio militare lasciando la gestione degli eventi a sua moglie Marisa; venne tuttavia rieletto con il 55% delle preferenze.
Nel 2016 fu menzionato tra i possibili contendenti democratici per il seggio del Senato occupato dal repubblicano Richard Burr, ma alla fine non presentò la propria candidatura. Nel 2021 annunciò invece la propria intenzione di concorrere per il seggio e raccolse oltre 1,3 milioni di dollari di finanziamenti in poco più di due mesi. A dicembre dello stesso anno si ritirò ufficialmente dalla gara, annunciando il proprio sostegno alla candidata Cheri Beasley. Nel successivo mese di febbraio, Jackson si candidò per un seggio di nuova creazione alla Camera dei Rappresentanti, riuscendo poi a vincere le elezioni con il 57% dei voti e divenendo così deputato.
Nel 2024, dopo che il suo seggio alla Camera è stato ridisegnato tramite gerrymandering per favorire i repubblicani, si candida come Procuratore Generale dello Stato del North Carolina, venendo eletto con il 51,4% dei voti contro lo sfidante Dan Bishop (48,6).
Il 31 dicembre 2024, 3 giorni prima della scadenza naturale del suo mandato, annuncia le dimissioni dal ruolo di Rappresentante in modo da assumere, il giorno successivo, la carica di Procuratore Generale del North Carolina.
Sposato con Marisa, è padre di tre figli.